# Maksim Woitiul
Maksim Woitiul (biał. Максім Вaйцюль; ur. 24 kwietnia 1978 w Mińsku) – białorusko-polski tancerz.
Od 2002 jeden z pierwszych solistów baletu Teatru Wielkiego – Opery Narodowej w Warszawie, a od 2009 również Polskiego Baletu Narodowego. W styczniu 2020 został podniesiony do rangi pierwszego tancerza PBN. W 2023 roku zakończył karierę sceniczną i objął obowiązki baletmistrza i pedagoga Polskiego Baletu Narodowego

## Kariera artystyczna
Ukończył Państwową Szkołę Baletową w Mińsku, pod kierunkiem Alaksandra Koladenki. W 1996 rozpoczął pracę w zespole baletowym Narodowego Akademickiego Teatru Wielkiego Opery i Baletu Białorusi w Mińsku. Zatańczył tam m.in. Błękitnego Ptaka w Śpiącej królewnie i Piotra w Postoju kawalerii w klasycznych wersjach Mariusa Petipy, a także Merkucja w Romeo i Julii w choreografii Walentina Jelizariewa i tytułowego Cipollina w balecie Giennadija Majorowa.
W 1998 przeniósł się do Polski i został koryfejem, a krótko potem solistą baletu Teatru Wielkiego – Opery Narodowej pod kierownictwem Emila Wesołowskiego. W sezonie 2001/02 był solistą zespołu The National Ballet of Canada (Narodowego Baletu Kanady) w Toronto. Występował tam m.in. w rolach Romea i Benvolia w Romeo i Julii Johna Cranko i Kamila w Wesołej wdówce Ronalda Hynda. W 2002 powrócił do Warszawy i objął pozycję pierwszego solisty baletu Teatru Wielkiego – Opery Narodowej. Od 2009 jest pierwszym solistą Polskiego Baletu Narodowego pod dyrekcją Krzysztofa Pastora. Występuje w głównych i solowych partiach w repertuarze tego zespołu, zarówno na obu scenach Teatru Wielkiego, jak również podczas krajowych i zagranicznych występów zespołu. Zapraszany jest na międzynarodowe gale baletowe za granicą. W wolnym czasie pracuje także jako pedagog tańca klasycznego.

## Role

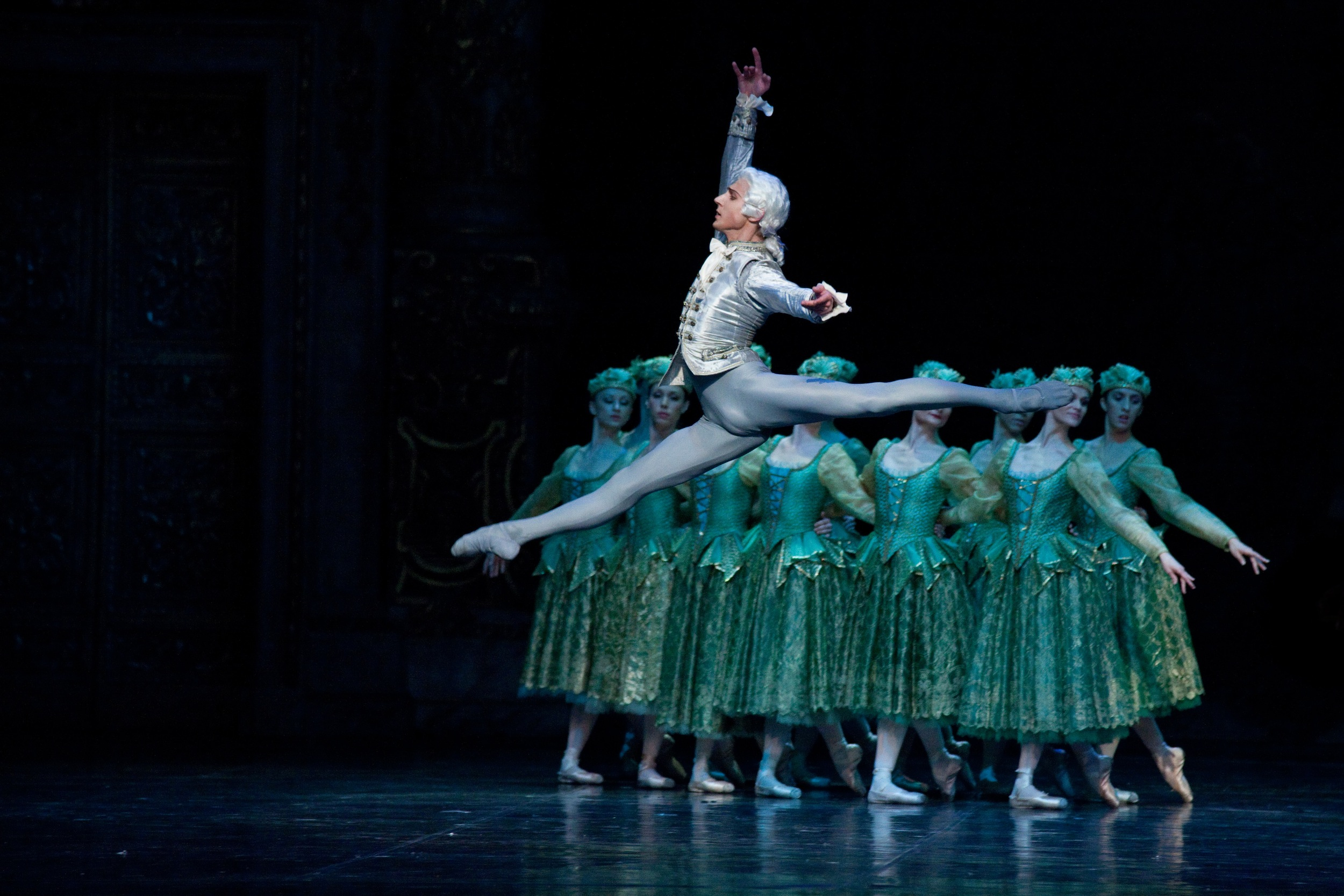
Maksim Woitiul (Książę Désiré) w Śpiącej królewnie Jurija Grigorowicza

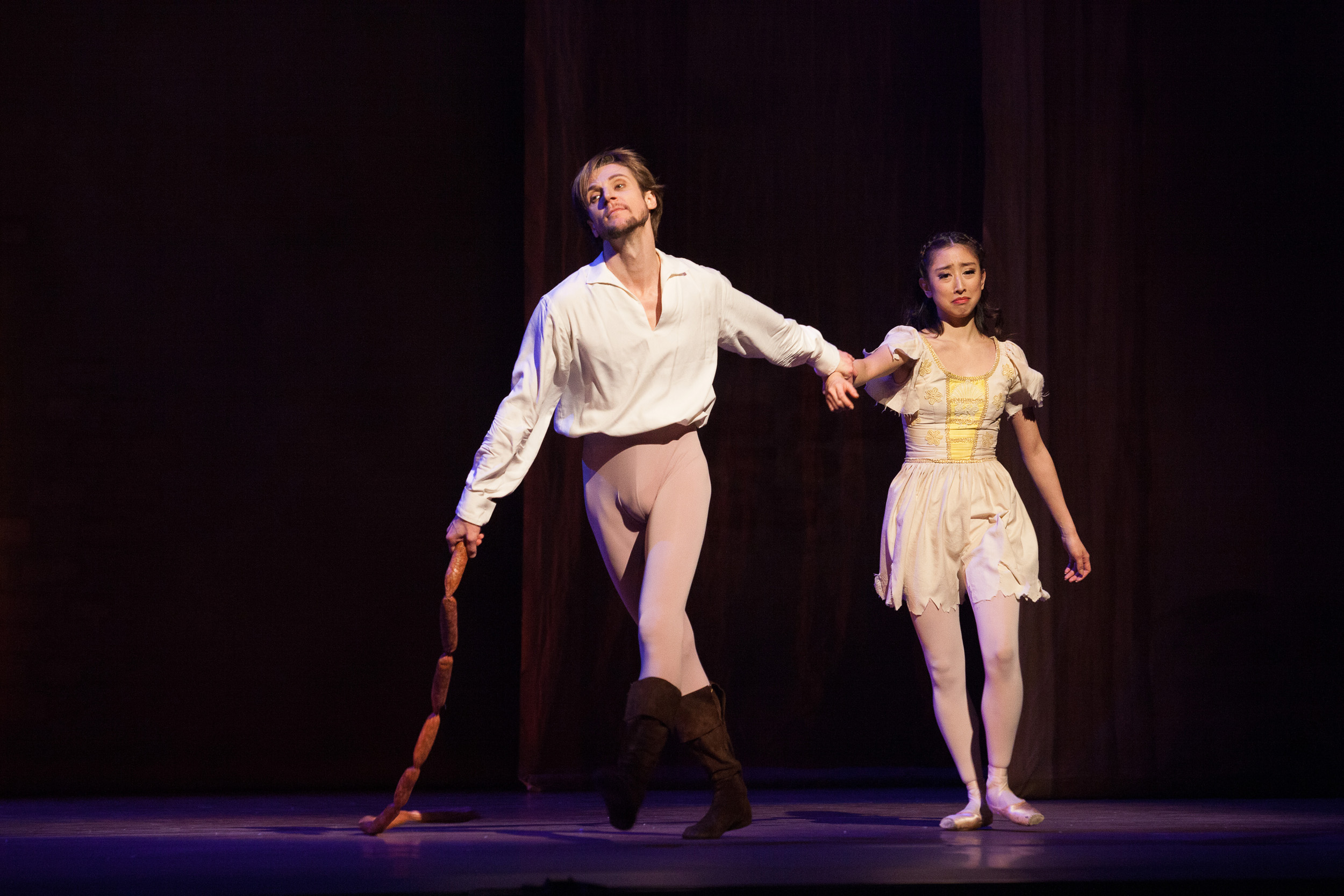
Maksim Woitiul (Petruchio) i Mai Kageyama (Katarzyna) w Poskromieniu złośnicy Johna Cranko

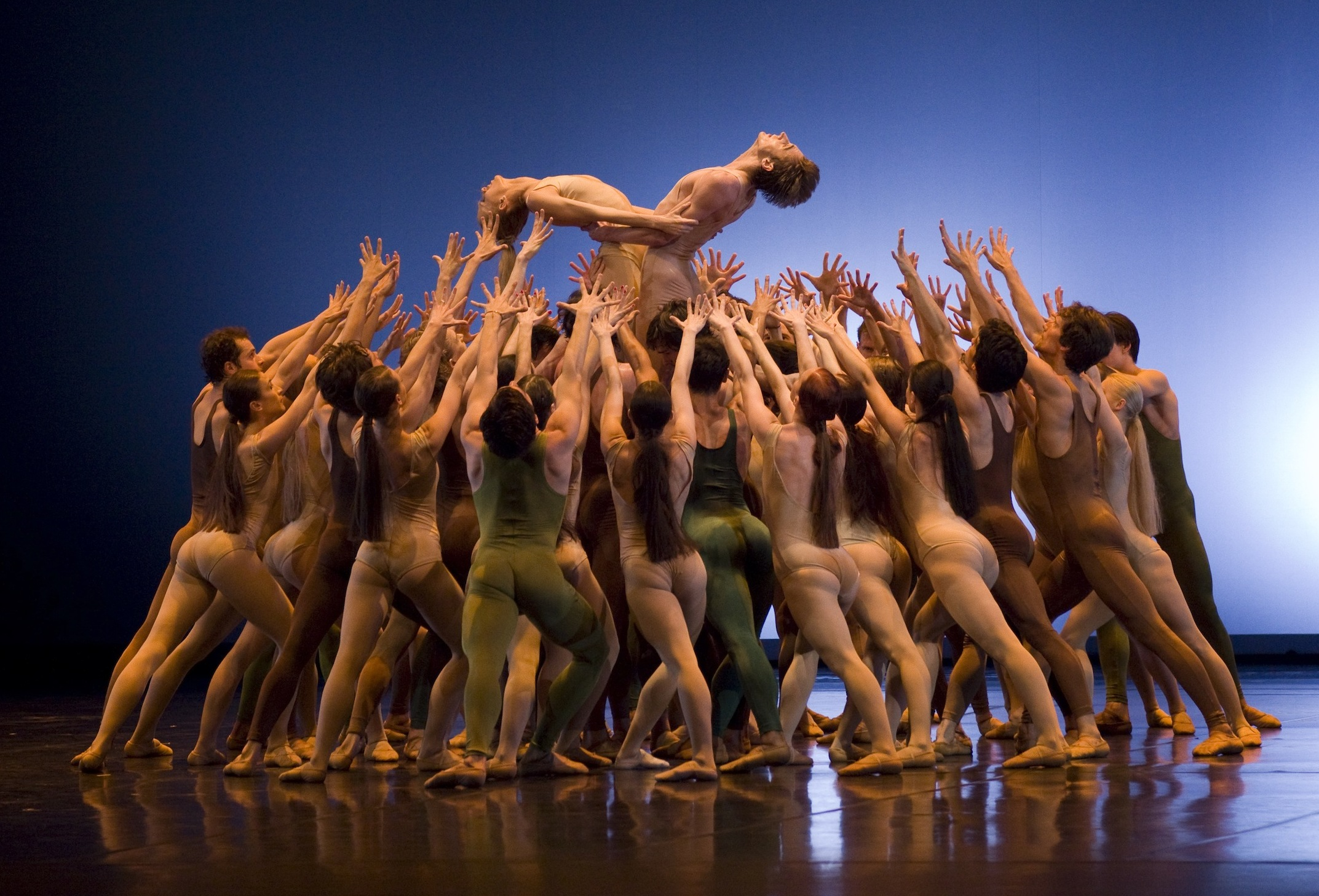
Maksim Woitiul i Anna Lorenc w Święcie wiosny Maurice’a Béjarta

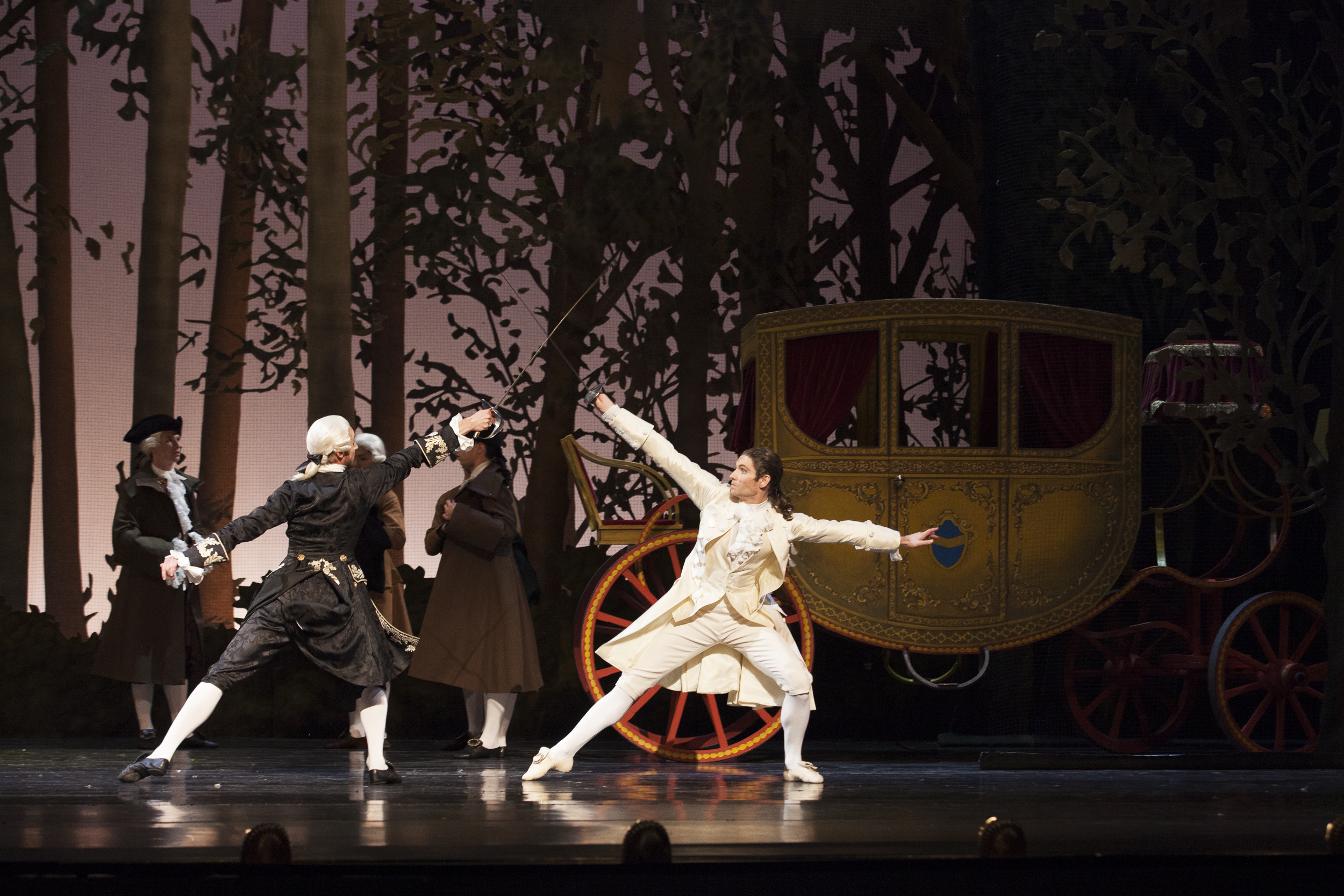
Maksim Woitiul (Hrabia Branicki) i Vladimir Yaroshenko (Casanova) w balecie Casanova w Warszawie Krzysztofa Pastora

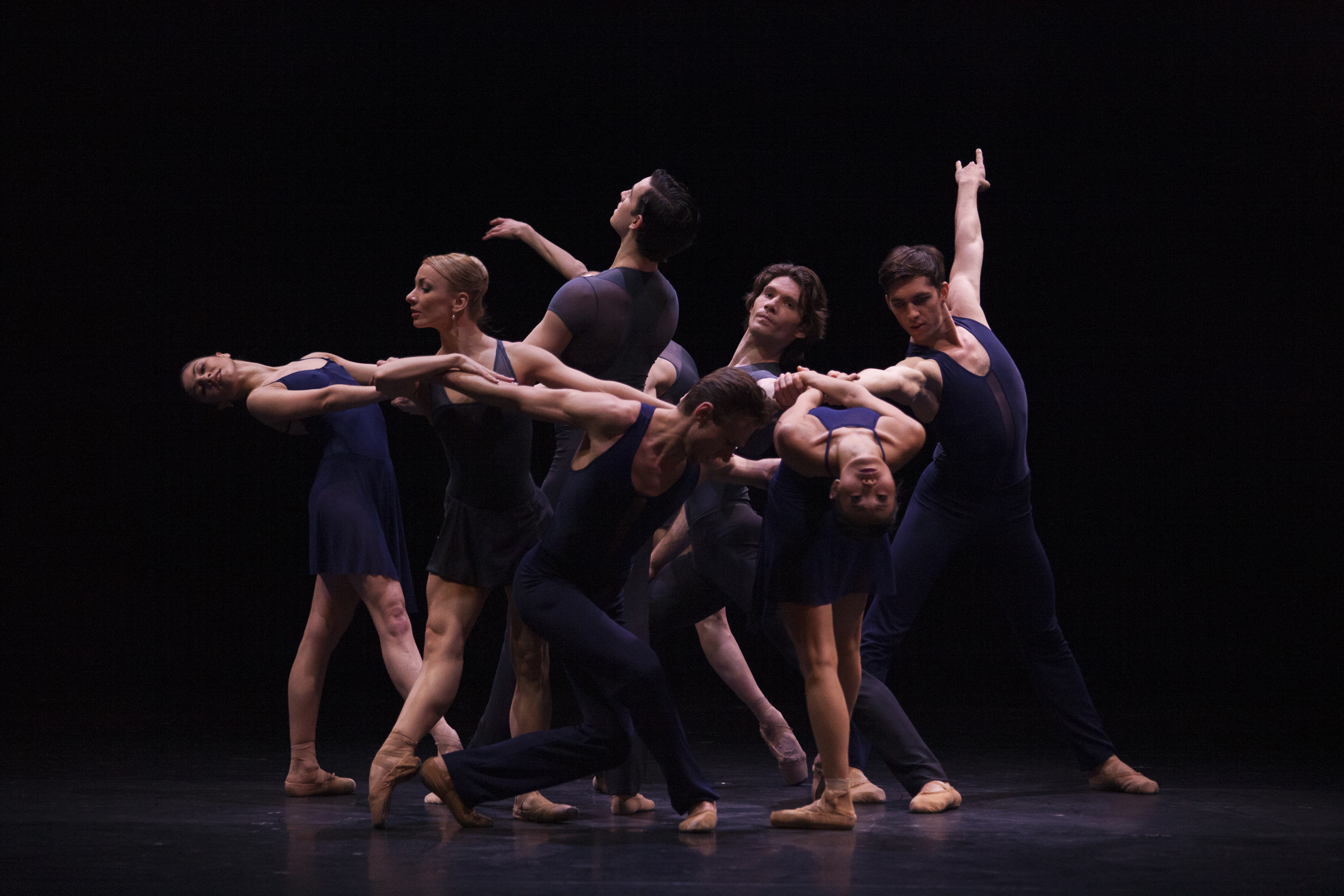
Maksim Woitiul (na pierwszym planie) w balecie Adagio&Scherzo Krzysztofa Pastora

Źródło

### Narodowy Akademicki Teatr Wielki Opery i Baletu Białorusi
- Błękitny Ptak – Śpiąca królewna, choreografia Marius Petipa
- Błazen – Jezioro łabędzie, choreografia Asaf Messerer
- Piotr – Postój kawalerii, choreografia Piotr Gusiew
- Cipollino – Cipollino, choreografia Gienrich Majorow
- Merkucjo – Romeo i Julia, choreografia Walentin Jelizariew

### Teatr Wielki – Opera Narodowa
- D’Artagnan, Aramis, Atos, Portos i Książę Buckingham – Trzej muszkieterowie, choreografia André Prokovsky
- Romeo i Benvolio – Romeo i Julia, choreografia Emil Wesołowski
- John – Grek Zorba, choreografia Lorca Massine
- Poeta – Fortepianissimo, choreografia Lorca Massine
- Książę Désiré – Śpiąca królewna, choreografia Marius Petipa / Jurij Grigorowicz
- Książę – Dziadek do orzechów, choreografia Andrzej Glegolski
- Poeta – Sylfidy, choreografia Michaił Fokin
- Książę Zygfryd i Benno – Jezioro łabędzie, choreografia Irek Muchamiedow
- Młody – Harnasie, choreografia Emil Wesołowski
- Alter Ego, Książę i Młodzieniec – Czajkowski, misterium życia i śmierci, choreografia Boris Ejfman
- Colas – Córka źle strzeżona, choreografia Frederick Ashton
- Solor i Złoty Bożek – Bajadera, choreografia Marius Petipa / Natalia Makarowa
- Krassus – Spartakus, choreografia Emil Wesołowski
- Lenski – Oniegin, choreografia John Cranko
- Diabeł – Pan Twardowski, choreografia Gustaw Klauzner
- Wronski – Anna Karenina, choreografia Alexei Ratmansky

### Polski Balet Narodowy
- Tristan – Tristan, choreografia Krzysztof Pastor
- Główny solista – Pocałunki, choreografia Emil Wesołowski
- Aria 1 i Gawot – In Light and Shadow, choreografia Krzysztof Pastor
- Modlitwa – Kurt Weill, choreografia Krzysztof Pastor
- Książę i Błazen – Kopciuszek, choreografia Frederick Ashton
- Nasz-Silny i Para Naszych – I przejdą deszcze…, choreografia Krzysztof Pastor
- Wybraniec – Święto wiosny, choreografia Maurice Béjart
- Książę – Dziadek do orzechów i król myszy, choreografia Toer van Schayk i Wayne Eagling
- Syn – Syn marnotrawny, choreografia George Balanchine
- Kain – Kain i Abel, choreografia Emil Wesołowski
- Duet 1 – Century Rolls, choreografia Ashley Page
- Duet 1 i Solo – Artifact Suite, choreografia William Forsythe
- Demetriusz – Sen nocy letniej, choreografia John Neumeier
- Filostrat-Puk – Sen nocy letniej, choreografia John Neumeier
- Romeo – Romeo i Julia, choreografia Krzysztof Pastor
- Tybalt – Romeo i Julia, choreografia Krzysztof Pastor
- Duet 3 – Adagio&Scherzo, choreografia Krzysztof Pastor
- Mężczyzna – Powracające fale, choreografia Emil Wesołowski
- Basilio – Don Kichot, choreografia Aleksiej Fadiejeczew
- Chorąży – Zielony stół, choreografia Kurt Jooss
- Hrabia Branicki – Casanova w Warszawie, choreografia Krzysztof Pastor
- Le Picq – Casanova w Warszawie, choreografia Krzysztof Pastor
- Petruchio – Poskromienie złośnicy, choreografia John Cranko
- Ferdinand – Burza, choreografia Krzysztof Pastor
- Poeta – Chopiniana, choreografia Michaił Fokin
- Solista – Chroma, choreografia Wayne McGregor
- Huzar Wołkow – Jezioro łabędzie (z nowym librettem), choreografia Krzysztof Pastor
- Gaston Rieux – Dama kameliowa, choreografia John Neumeier
- Kawaler des Grieux – Dama kameliowa, choreografia John Neumeier
- Dogmatyk – Koncert f-moll Chopina, choreografia Krzysztof Pastor
- Papkin – Przypowieść sarmacka wg Zemsty Fredry, choreografia Conrad Drzewiecki / Emil Wesołowski
- Mężczyzna – Wesele, choreografia Bronisława Niżyńska / Howard Sayette
- Solista – Do Not Go Gentle..., choreografia Krzysztof Pastor
- Birbanto – Korsarz, choreografia Marius Petipa / Manuel Legris
- Węgierski Oficer 1. – Mayerling, choreografia Kenneth MacMillan
- Przyjaciel – Bieguni-Harnasie, choreografia Izadora Weiss
- Arthur – Dracula, choreografia Krzysztof Pastor

## Nagrody i odznaczenia
W 2011, przy okazji Międzynarodowego Dnia Tańca, w siedzibie Związku Artystów Scen Polskich w Warszawie odebrał Brązowy Medal „Zasłużony Kulturze Gloria Artis”. W 2016 podczas uroczystości jubileuszu 20-lecia pracy artystycznej został odznaczony na scenie Teatru Wielkiego Srebrnym Medalem „Zasłużony Kulturze Gloria Artis” za wybitne osiągnięcia na polskiej scenie baletowej. W latach 2015 i 2016 został dwukrotnie uznany za najlepszego tancerza w Polsce, nagrodzony Teatralną Nagrodą Muzyczną im. Jana Kiepury.